# Carlos Santos Shoes
Carlos Santos Shoes é uma marca portuguesa de calçado de luxo portuguesa, fundada em 1942, enquanto Zarco-Fábrica de Calçado. Foi fundada por Carlos Alberto Rodrigues dos Santos, que é o atualmente dono da fábrica e da marca a quem deu o nome. Sendo uma empresa familiar, o fundador é acompanhado por dois dos filhos, Ana Santos e Armando Santos.
Está sediada em São João da Madeira, no norte de Portugal.  

## História
Com apenas 14 anos, Carlos Alberto Rodrigues dos Santos começou a trabalhar nos escritórios da Fábrica Zarco. Na realidade a produção era onde Carlos Santos era realmente feliz e foi junto dos colaboradores onde adquiriu várias técnicas de fabrico. Quase a chegar à maioridade, passou a ser vendedor dos sapatos produzidos na Zarco e com 21 anos viajou para a Itália onde procurou referências de inovação e criatividade, bem como tecnicas de a produção. Nesta fase da sua vida, Carlos Santos ocupava um papel fundamental nos produtos e nas coleções, tornando-se um dos vendedores mais conhecidos em Portugal.
Com 30 anos, começou a adquirir aos poucos quotas da empresa e mais tarde iniciou uma estratégia de internacionalização. Em 2000, Carlos Santos passou a deter a totalidade da empresa.
Em 2010, lançou a marca Carlos Santos e apostou na presença em feiras internacioansi MICAM, UBM Fashion, NEC Birmingham, para  difundir e valorização este produto português no estrangeiro. 
Com 50 anos de trabalho dedicados à produção de sapatos de luxo, a Carlos Santos está presente há mais de uma década q na Alemanha, França, Paises Baixos, Japão, Bélgica, Suíça, Espanha e EUA, perfazendo a presença em mais de 20 países.

## Carlos Santos Shoes
Os sapatos Carlos Santos Shoes passam por um processo que pode exigir mais de 200 operações artesanais e onde as máquinas são sempre utilizadas como complemento ao trabalho manual. É uma marca 100% feita em Portugal, que utiliza sistemas de construção como Goodyear Welted, Goodyear Flex, Blake, Bologna, Handcrafted e Handgrade.

### Handmade Systems
A Goodyear Welted é uma técnica manual em que as máquinas desempenham um papel secundário. As máquinas apenas complementam os pormenores que a mãos não conseguem. A pele é protegida por uma película de plástico durante todo o processo produtivo e os sapatos ficam 5 a 7 dias em repouso na forma, para resistir melhor ao desgaste do uso segundo o modelo tradicional Goodyear, criado há centenas de anos em Inglaterra e inteiramente cosido à mão, num sistema que cria uma espécie de bolsa de ar, invisível ao olho. Carlos Santos Shoes é das poucas empresas portuguesas no setor do calçado a aplicar o sistema Goodyear Welted. Utiliza o sistema de montagem Blake, sendo que a sola é igualmente cosida.
A Goodyear Flex conjuga a tradicional construção Goodyear Welted com o sistema de construção Bologna. Já o sistema de Handcrafted, cuja técnica usada na construção destes modelos é ainda pouco manuseada, está associada à Haute Couture. Esta técnica implica passar por processos manuais em que a força humana por vezes é insuficiente. É necessária uma habilidade e compreensão técnica do processo que demora alguns anos a adquirir. É uma junção da técnica Goodyear com Blake.